# Лаплас — Европа П
«Лаплас — П» — миссия, первоначально планировавшаяся РАН и Роскосмосом для посадки на спутник Юпитера — Европу в рамках европейско-американско-японско-российского проекта Europa Jupiter System Mission. После выхода НАСА из проекта была переориентирована на исследование Ганимеда — другого спутника Юпитера, предположительно имеющего подповерхностный океан. Над проектом работают сотрудники Института космических исследований РАН, НПО имени С. А. Лавочкина, Научно-исследовательского института ядерной физики МГУ (НИИЯФ МГУ), Института прикладной математики имени М. В. Келдыша РАН и других российских институтов.
После 2017 года миссия отложена на неопределённый срок.

## История
В январе 2008 года директор Института космических исследований Л. М. Зелёный заявил, что европейские и российские учёные планируют направить к Юпитеру и Европе экспедицию из нескольких космических аппаратов.
В феврале 2009 года было подписано соглашение об участии России в комплексном проекте EJSM, который, включая российский аппарат, был включен в программу Европейского космического агентства на период с 2015 по 2025 год. Согласно планам, в 2020 году Россия должна была запустить к Юпитеру свою первую миссию. Предполагалось, что СА определит наличие жизни в подповерхностном льде и в океане Европы. Для этих целей в НПО им. Лавочкина уже создается станция с буром, который позволит просверлить поверхность спутника и достать до подлёдного океана, из которого будут взяты пробы на экзобиологические исследования. Спускаемый аппарат планировалось посадить в одном из разломов в многокилометровом слое льда на поверхности планеты. После посадки аппарат должен был расплавить полуметровый слой льда и начать поиск простейших форм жизни. Результаты предполагалось передавать на Землю через американский аппарат — ретранслятор. Время существования аппарата на поверхности Европы — месяц. Масса КА (ОА, ПА, отлетная система, блок СБ) — 6350 кг.
В 2012 году в связи с высокой сложностью обеспечения функционирования посадочного аппарата в жесточайших радиационных условиях Европы, связанной главным образом с отсутствием на тот момент отечественной радиационно-устойчивой электроники и сложности её закупки в США, миссия аппарата была переориентирована на посадку на другом спутнике Юпитера также с предполагаемым океаном под поверхностью — Ганимеде — в комплексной европейско-российской миссии JUICE в 2022—2030 гг., а изучение Европы будет проводиться после наработки опыта позже.
5 марта 2013 года стало известно, что в планы Роскосмоса входит отправка к Ганимеду двух исследовательских зондов — посадочного и орбитального, которые совершат один гравитационный манёвр у Венеры и два — у Земли, и в 2029 году доберутся до системы Юпитера, а ещё через полтора-два года выйдут на орбиту вокруг Ганимеда. Запустить оба зонда планируется с помощью двух отдельных носителей класса «Протон» или «Ангара» вместе с разгонными блоками типа «Бриз». Посадочный аппарат массой около 800 килограммов совершит посадку на Ганимед, а орбитальный аппарат выйдет на орбиту вокруг этого спутника, и будет ретранслировать информацию с него на Землю. Масса научной аппаратуры на обоих зондах составит около 50 килограммов. Энергию они будут получать за счет радиоизотопных источников питания, для орбитального аппарата также рассматривается вариант с солнечными батареями. Срок жизни аппаратов может составить несколько месяцев. Фотографии поверхности Ганимеда, который передаст европейский зонд JUICE, будут использованы для выбора места посадки российского посадочного зонда.
По состоянию на март 2013 года выполнены научно-исследовательские работы по проекту и определены параметры миссии.
Финансирование опытно-конструкторских работ начнется в 2014 году и составит от 10 до 30 млн рублей в первый год. К 2016 году может быть готов проект и начнётся изготовление макетов.
5 июля 2016 года НПО им. Лавочкина объявило о планах запуска двух аппаратов в 2026 году — орбитального «Лаплас-П1» и посадочного «Лаплас-П2».
20 сентября 2016 года Роскосмос объявил конкурс на расчет траекторий полетов к Луне, Марсу и Юпитеру с использованием аэродинамического торможения в атмосферах двух последних небесных тел. Работы должны быть завершены к 30 ноября 2018 года.
15 июля 2017 в интервью ТАСС вице-президент РАН Лев Зеленый заявил, что из-за недостатка финансирования и отсутствия радиационно-стойкой электроники, миссия «Лаплас» отодвинута на неопределенный срок. Головным проектом ИКИ РАН на период после 2025 года, таким образом, стала миссия Венера-Д.

## Научная команда проекта
Главный конструктор — Илья Ломакин, НПО им. Лавочкина

## Характеристики

### Конструкция
Платформа: «Навигатор»

## Сценарий миссии и схема полета
- Старт «Лаплас-П2» — август 2026 года.
- Старт «Лаплас-П1» — сентябрь 2026 года (на неделю позже посадочного аппарата).
- Прибытие в систему Юпитера «Лаплас-П2» — сентябрь 2032 года.
- Прибытие в систему Юпитера «Лаплас-П1» — октябрь 2032 года.
- Исследования Ганимеда — 2034 год.

Оба аппарата предполагается запустить с помощью тяжелых ракет-носителей Ангара-А5 с разгонными блоками КВТК. Полет потребует EVEE-маневра (Земля — Венера — Земля — Земля) и займет около 6 лет.
Орбитальный аппарат «Лаплас-П1» первым выйдет на орбиту Ганимеда и проведет его съемку. Эти данные понадобятся для выбора наиболее удачной точки посадки второго аппарата.
После прибытия в систему Юпитера оба аппарата в течение двух лет проведут 23 сближения с Ганимедом и Каллисто с последующим выходом на орбиту Ганимеда. Первым на орбиту Ганимеда выйдет «Лаплас-П1», где в течение 2-3 месяцев будет проводить научные исследования и собирать данные для выбора места посадки. «Лаплас-П2» прибудет к Ганимеду позже орбитальной станции, посадка его спускаемого модуля будет выполняться под контролем орбитального аппарата и наземных станций.

## Научные цели
Одной из главных задач миссии «Лаплас» является поиск признаков жизни на Ганимеде в прошлом или настоящем. Для этого посадочный аппарат миссии возьмет пробы грунта и исследует их на предмет биологических и геохимических характеристик. Аппараты также проведут исследование сейсмической активности Ганимеда, измерят уровень радиации на его поверхности, проведут фото- и видеосъемку, а также картографирование поверхности спутника.